# Universidade da Cidade de Macau
A Universidade da Cidade de Macau (UCM; chinês tradicional: 澳門城市大學, em inglês:  City University of Macau) é uma universidade privada situada em Macau, República Popular da China. Anteriormente designada Universidade Aberta Internacional da Ásia (亚洲国际公开大学), foi fundada em 1981 como Universidade da Ásia Oriental (東亞大學).